# Campodorus nigridens
Campodorus nigridens là một loài tò vò trong họ Ichneumonidae.